# Torre dell'Oro
La Torre dell'Oro, in spagnolo: Torre del Oro, è una torre di controllo militare, composta da dodici lati, che si erge sul lungofiume di Siviglia, in Spagna.
Venne costruita per ordine del Califfo degli Almohadi (dinastia che regnava sul Maghreb e sulla Spagna islamica) Abu Ya'qub Yusuf II per controllare gli accessi della città dal fiume Guadalquivir.
Questa torre era collegata mediante la muraglia di Siviglia a un'altra torre minore, la Torre de la Plata, di forma ottagonale.

## Origine del nome

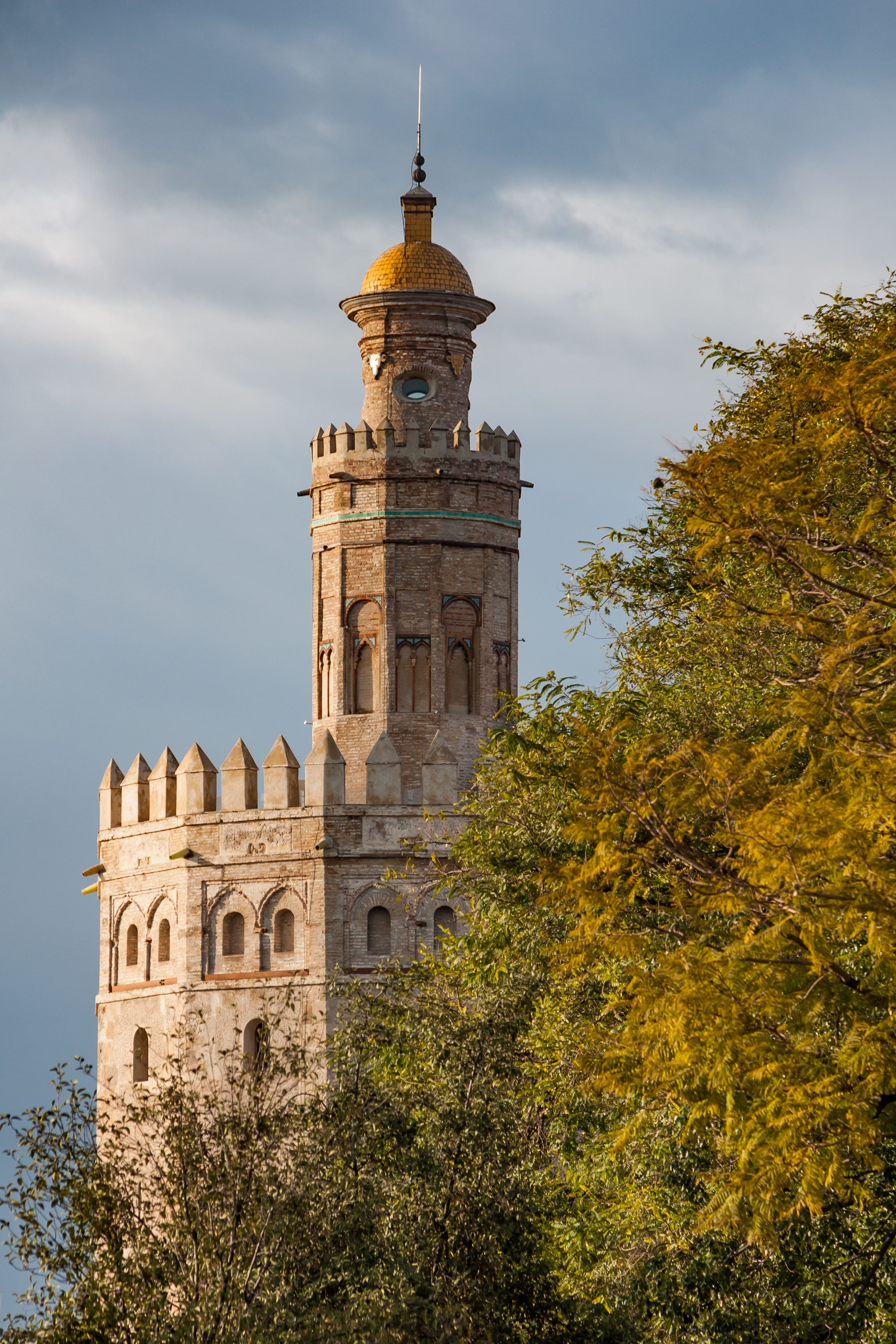
Particolare dell'architettura.

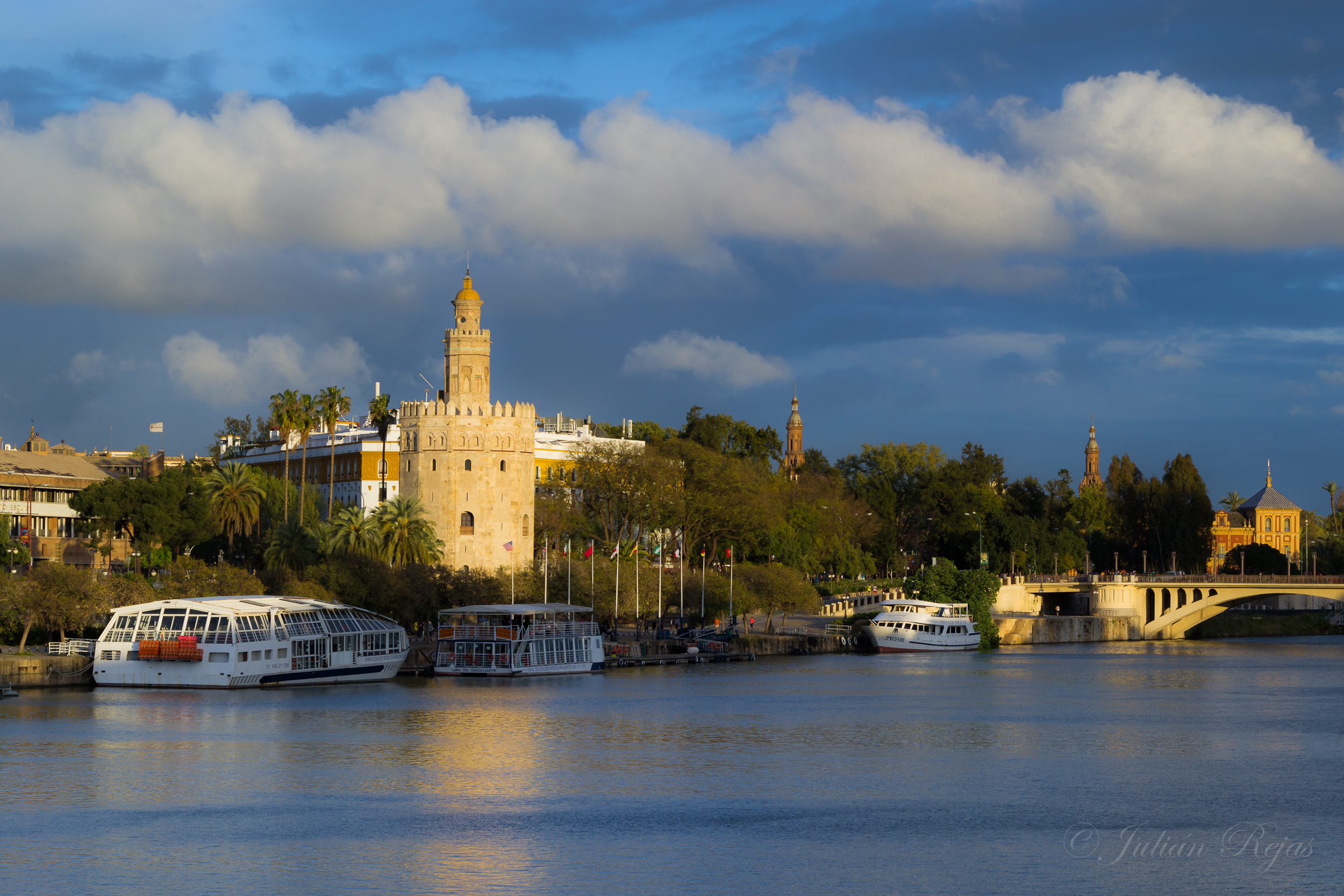
Vista dal fiume.

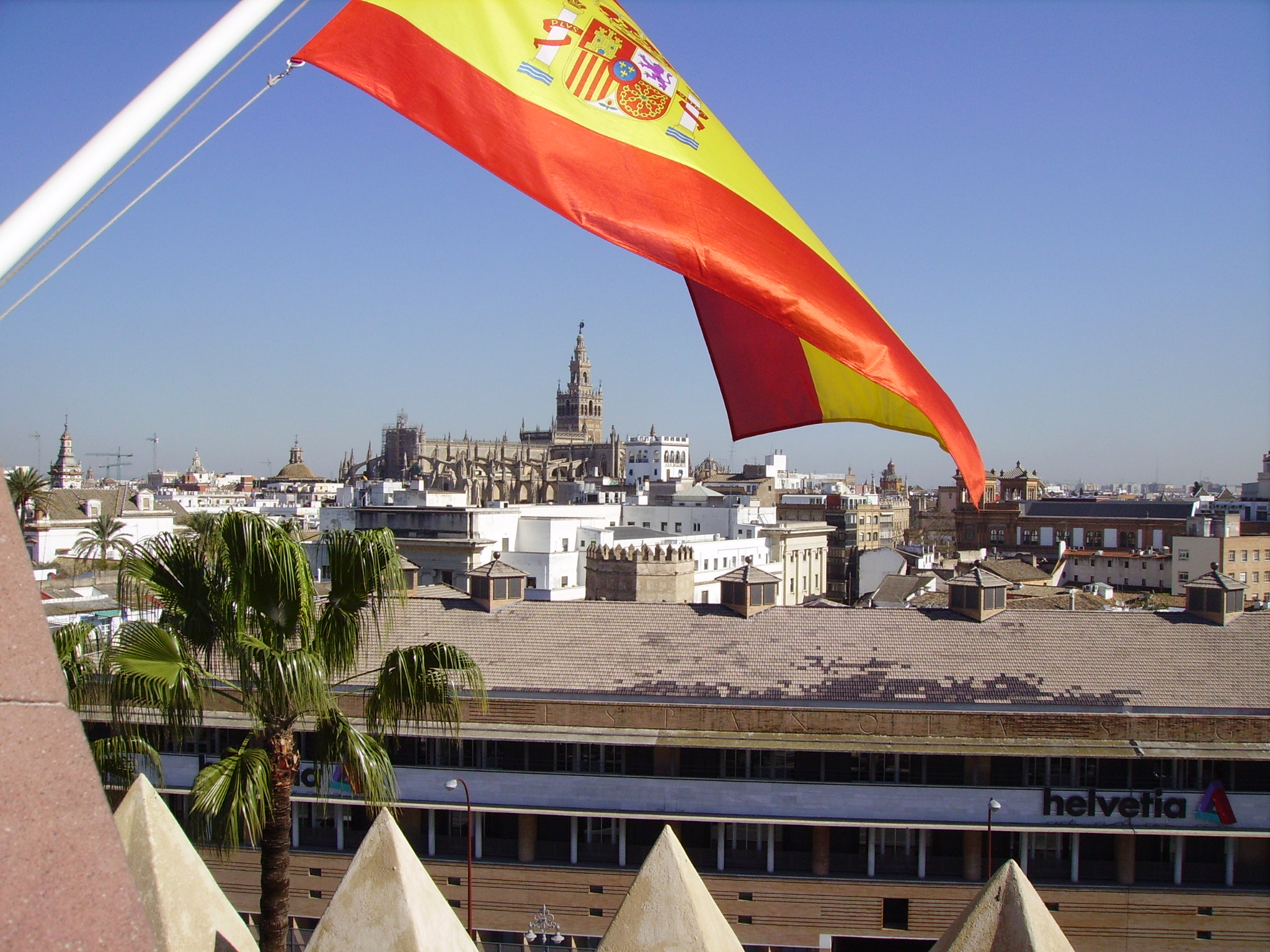
Cattedrale vista dalla Torre dell'Oro

Probabilmente il suo nome in arabo era Burj al-dhahab, Burj al-azahar, o Burj al-azajal in riferimento al suo bagliore dorato che si rifletteva sul fiume. Probabilmente dal suo rivestimento, in origine, di azulejos dorati. Tuttavia durante il restauro del 2005, è stato dimostrato che questo bagliore era dovuto a una miscela di malta, calce e paglia pressata.

## Storia e descrizione
La torre è composta da tre sezioni. La prima, dodecagonale, fu costruita tra il 1220 e 1221 dal governatore almohade di Siviglia, Abu l-'Ala Idris al-Ma'mun. La seconda, anch'essa dodecagonale, venne fatta costruire da Pietro I di Castiglia, nel XIV secolo. La terza sezione, di forma cilindrica coronata da cupola, venne costruita nel 1760 dall'ingegnere militare Sebastian Van der Borcht, il quale progettò la Reale Fabbrica di Tabacco.
La torre venne dichiarata monumento storico-artistico nel 1931 ed è stata più volte restaurata. In età contemporanea è stata restaurata nel 1900, tra il 1991 e il 1992, nel 1995 e nel 2005. Nella sua restaurazione è stato importante il lavoro della Marina Spagnola. È in buone condizioni ed ospita il Museo Navale di Siviglia.

## Funzione militare
La torre faceva parte del sistema difensivo dell'Alcázar e della città almohade, costituendo un notevole punto difensivo delle mura atte a bloccare gli accessi o gli attacchi dal fiume; come avvenne nel 1248, durante la Reconquista, quando Siviglia vide gli attacchi della flotta castigliana di Ramón de Bonifaz. 
Era anche uno dei due punti di attracco del porto fluviale cittadino. L'altro punto di ancoraggio venne demolito o scomparve, probabilmente a causa di un cedimento durante il Terremoto di Lisbona del 1755.
Successivamente la torre venne adibita a cappella, dedicata a San Isidoro di Siviglia, in seguito, durante il medioevo, servì come prigione e poi come luogo di stoccaggio dei metalli preziosi che venivano periodicamente importati dalla flotta delle Indie.
Con il terremoto di Lisbona del 1755, la torre venne gravemente danneggiata e in quell'occasione il marchese de Monte Real ne propose la demolizione per ampliare la strada adiacente ma, di fronte alla forte opposizione della popolazione locale, l'idea della demolizione venne abbandonata.
Nel 1760 la base della torre venne rinforzata e poi iniziarono i lavori per la terza sezione della torre, che ne cambiò l'aspetto in quello attuale, elevandola all'altezza di 36 metri.

## La torre oggi
La torre ha un significato importante per i cittadini di Siviglia.
Oggi la torre, che è stata restaurata, ospita il Museo Navale di Siviglia, contenente incisioni, lettere, modelli, strumenti e documenti storici. Il museo illustra la storia navale di Siviglia e l'importanza del suo fiume.